# The Little Ark
The Little Ark (Brasil: Os Órfãos ) é um filme norte-americano de 1972, do gênero aventura, dirigido por James B. Clark e estrelado por Theodore Bikel e Geneviève Ambas.

## Sinopse
Duas crianças holandesas tentam encontrar o pai, de quem estão separados desde a grande tempestade de 1953. Felizmente, eles e seus animais são resgatados por um velho marinheiro que os ajuda na busca.

## Premiações
| Patrocinador                                  | Prêmio | Categoria              | Situação |
| --------------------------------------------- | ------ | ---------------------- | -------- |
| Academia de Artes e Ciências Cinematográficas | Oscar  | Melhor Canção Original | Indicado |

## Elenco
| Ator/Atriz        | Personagem         |
| ----------------- | ------------------ |
| Theodore Bikel    | Capitão            |
| Geneviève Ambas   | Adinda             |
| Philip Frame      | Jan                |
| Max Croiset       | Padre Grijpma      |
| Lo van Hensbergen | Tandema            |
| Edda Barends      | Enfermeira Winters |
| Johan te Slaa     | Kok                |
| Lex Schoorel      | Sparks             |